# Wurnary
Wurnary (russisch Вурна́ры; tschuwaschisch Вӑрнар/Vărnar) ist eine Siedlung (possjolok) in der Republik Tschuwaschien in Russland mit 10.086 Einwohnern (Stand 14. Oktober 2010).

## Geographie
Der Ort liegt etwa 75 km Luftlinie südsüdwestlich der Republikhauptstadt Tscheboksary unweit des Oberlaufes des Kleinen Ziwil (Maly Ziwil).
Wurnary ist Verwaltungszentrum des Rajons Wurnarski sowie Sitz und einzige Ortschaft der Stadtgemeinde Wurnarskoje gorodskoje posselenije.

## Geschichte
Der Ort geht auf eine 1896 gegründete und 1901 in ein Nonnenkloster umgewandelte russisch-orthodoxe Kommune zurück. Unweit dieser wurde später die direkte Eisenbahnverbindung Moskau – Kasan vorbeigeführt, und bei der Eröffnung des letzten Teilstücks Arsamas – Kanasch 1918 eine Station in Betrieb genommen. Station und zugehörige Siedlung wurden nach dem dortigen Flüsschen Wurnarka benannt.
Infolge der Ansiedlung eines größeren Forstwirtschaftsbetriebes wuchs die Siedlung schnell und wurde bereits am 5. September 1925 Verwaltungssitz eines Rajons. Am 26. Oktober 1938 erhielt Wurnary den Status einer Siedlung städtischen Typs. Seit der Verwaltungsreform 2006 ist Wurnary als ländliche Siedlung eingestuft.

### Bevölkerungsentwicklung
| Jahr | Einwohner |
| ---- | --------- |
| 1939 | 04.412    |
| 1959 | 07.418    |
| 1970 | 09.083    |
| 1979 | 10.531    |
| 1989 | 12.492    |
| 2002 | 10.929    |
| 2010 | 10.086    |

Anmerkung: Volkszählungsdaten

## Verkehr
Wurnary liegt an der Regionalstraße 97K-004, die von Kalinino kommend weiter durch den zentralen Teil der Republik über die Rajonzentren Ibressi und Batyrewo nach Jaltschiki führt.
Die Siedlung befindet sich bei Kilometer 627 der auf diesem Abschnitt seit 1987 elektrifizierten Bahnstrecke Moskau – Kasan – Jekaterinburg.